# McLaren MP4-28
Chronologie des modèles (2013)
McLaren MP4-27 McLaren MP4-29
La McLaren MP4-28 est la monoplace de Formule 1 engagée par l'écurie britannique McLaren Racing dans le cadre du championnat du monde de Formule 1 2013. Elle est pilotée par le Britannique Jenson Button, qui effectue sa quatrième saison chez McLaren, et le Mexicain Sergio Pérez, en provenance de l'écurie Sauber. Conçue par l'ingénieur britannique Paddy Lowe, la MP4-28 est une évolution de la McLaren MP4-27 de la saison précédente.
Présentée le 31 janvier 2013 à l'usine de Woking au Royaume-Uni, Martin Whitmarsh, le directeur de l'écurie, ambitionne de remporter les titres de champion du monde des pilotes et des constructeurs, l'écurie n'ayant plus gagné ces titres depuis respectivement 2008 et 1998.

## Création de la monoplace
La réglementation technique de la Formule 1 n'évoluant très peu en 2013, la McLaren MP4-28 est une monoplace basée sur la McLaren MP4-27 de la saison précédente. En effet, le directeur général de l'écurie, Jonathan Neale, explique ce choix : « Quand vous n’avez que quelques petits changements de réglementation, faites-vous quelque chose de conservateur ou de plus ambitieux ? À cette occasion, nous avons choisi d’être plus ambitieux. Nous pensons qu’au lieu d’être à court d’idées au milieu de la saison, cela nous donne plus de potentiel concernant le développement ».
Contrairement à la Lotus E21, la MP4-28 n'utilise pas le système de double DRS. En effet, Tim Gloss, le directeur de l'ingénierie de l'écurie, confie que le système est à l'étude depuis deux ans, mais que ce dernier est difficile à faire fonctionner, bien qu'il n'exclut pas « une percée en la matière ». En revanche, la MP4-28 dispose d'un nez bosselé, ce qui n'était pas le cas sur la MP4-27, mais qui est dissimulé par un panneau esthétique. Cette différence s'explique par l'utilisation de suspensions à tirants, suivant ainsi l'exemple de la Ferrari F2012.

## Résultats en championnat du monde de Formule 1
| Saison | Écurie                    | Moteur              | Pneus   | Pilotes       | Courses | Courses | Courses | Courses | Courses | Courses | Courses | Courses | Courses | Courses | Courses | Courses | Courses | Courses | Courses | Courses | Courses | Courses | Courses | Points inscrits | Classement |
| Saison | Écurie                    | Moteur              | Pneus   | Pilotes       | 1       | 2       | 3       | 4       | 5       | 6       | 7       | 8       | 9       | 10      | 11      | 12      | 13      | 14      | 15      | 16      | 17      | 18      | 19      | Points inscrits | Classement |
| ------ | ------------------------- | ------------------- | ------- | ------------- | ------- | ------- | ------- | ------- | ------- | ------- | ------- | ------- | ------- | ------- | ------- | ------- | ------- | ------- | ------- | ------- | ------- | ------- | ------- | --------------- | ---------- |
| 2013   | Vodafone McLaren Mercedes | Mercedes V8 FO 108F | Pirelli |               | AUS     | MAL     | CHI     | BAH     | ESP     | MON     | CAN     | GBR     | ALL     | HON     | BEL     | ITA     | SIN     | COR     | JAP     | IND     | ABU     | USA     | BRÉ     | 122             | 5e         |
| 2013   | Vodafone McLaren Mercedes | Mercedes V8 FO 108F | Pirelli | Jenson Button | 9e      | 17e*    | 5e      | 10e     | 8e      | 6e      | 12e     | 13e     | 6e      | 7e      | 6e      | 10e     | 7e      | 8e      | 9e      | 14e     | 12e     | 10e     | 4e      | 122             | 5e         |
| 2013   | Vodafone McLaren Mercedes | Mercedes V8 FO 108F | Pirelli | Sergio Pérez  | 11e     | 9e      | 11e     | 6e      | 9e      | 16e*    | 11e     | 20e*    | 8e      | 9e      | 11e     | 12e     | 8e      | 10e     | 15e     | 5e      | 9e      | 7e      | 6e      | 122             | 5e         |

Légende : ici
- * Le pilote n'a pas terminé la course mais est classé pour avoir parcouru plus de 90 % de la distance de course.